# Miss Noord-Ierland

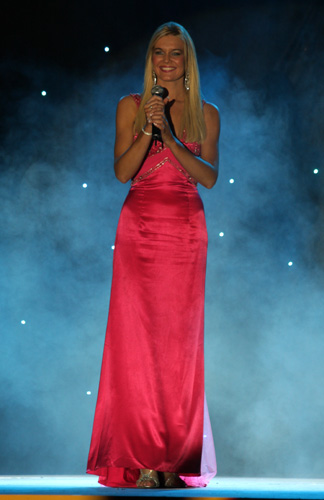
Judith Wilson, de winnaar van 2008

Miss Noord-Ierland (Engels: Miss Northern Ireland) is de titel van de winnares van de schoonheidswedstrijd in Noord-Ierland. 

## Beschrijving
De deelneemsters moeten tussen de 17 en 24 jaar zijn en de Noord-Ierse nationaliteit hebben. De organisatie is in handen van Alison Campbell, die een modellenbureau in Belfast heeft. Er worden voorverkiezingen gehouden, waarna 112 meisjes aan de finale mogen meedoen. De winnares krijgt allerlei prijzen in natura, waaronder een volledig verzekerde auto voor het jaar dat zij de titel draagt.

## Winnaressen
- 1981: Colette Ramsay
- 1982: Alison Smyth
- 1983: Caroline Doherty
- 1984: Susan Tan
- 1985: Linda Brotherson
- 1986: Karen Duncan
- 1987: Majella Byrne
- 1988: Barbara Bothwell
- 1989: Pauline Taylor
- 1990: Judith Spratt
- 1991: Eileen Carson
- 1992: Sharon McLaughlin
- 1993: Mary McGonagle
- 1994: Tracey Chambers
- 1995: Shauna Gunn
- 1996: Fiona Hurley
- 1997: Louis-Jayne Brown
- 1998: Joanne Salley
- 1999: Zoe Salmon
- 2000: Julie Martin
- 2001: Angela McCarthy
- 2002: Gayle Williamson
- 2003: Diana Sayers
- 2004: Kirsty Stewart
- 2005: Lucy Evangelista
- 2006: Catherine Milligan
- 2007: Melissa Patton
- 2008: Judith Wilson
- 2009: Cherie Gardiner
- 2010: Lori Moore
- 2011: Finola Guinnane
- 2012: Tiffany Brien
- 2013: Meagan Green
- 2014: Rebekah Shirley
- 2015: Leanne McDowell
- 2016: Emma Carswel
- 2017: Anna Henry